# Katharina Truchsess von Waldburg
Katharina Truchsess von Waldburg, auch Catharina, (* um 1470; † nach 1536) war die letzte Äbtissin des Klosters Königsfelden in Windisch. Die Abtei wurde in der Reformation am 1. März 1528 dem Stadtstaat Bern übergeben. Katharina Truchsess von Waldburg heiratete Georg Göldli.

## Biografie

### Herkunft
Katharina Truchsess von Waldburg kam um das Jahr 1470 zur Welt. Sie war die Tochter des Johann des Älteren und der Anna von Oettingen und entstammte einem oberschwäbischen, in habsburgischen Diensten stehenden Adelsgeschlecht Waldburg-Trauchburg.

### Klosterleben
Mit ihrer Schwester Waldburga trat Katharina vermutlich 1498 der Ordensgemeinschaft der Klarissen im Kloster Königsfelden bei. Der stark verschuldete Vater Johann von Waldburg musste für die Übergabe an Königsfelden von einer seiner Töchter 200 Gulden leihen, was eine niedrige Summe für einen Klostereintritt war. Diese Summe war als Entgelt für den Erbverzicht vorgesehen. Hinzu kamen laufende Einkünfte auf Lebenszeit. Wie Quittungen belegen, erhielten Waldburga und Katharina ihre Leibgedinge von 20 Gulden von ihrem Vater, später von ihrem Bruder. 1508 ist eine weitere Ordination der Familie zu verzeichnen, diejenige der Nichte Irmgard von Frundsberg. Im Mai 1515 trat Katharina erstmals als Äbtissin der ungefähr 30 Klosterschwestern in Erscheinung.

### Reformation
1415 eroberten die Berner den westlichen Aargau, welcher bisher unter habsburgischer Herrschaft stand. Das Kloster Königsfelden wurde Teil des Berner Aargaus und verlor gleichzeitig die Verbindung zum habsburgischen Stifterhaus.
In den 1520er Jahren versuchte Bern, sich zunächst von den durch die Reformation ausgelösten Streitigkeiten fernzuhalten und die alte Ordnung zu bewahren und die Lage zu beruhigen. Das Kloster Königsfelden hingegen schien dem neuen Glauben gegenüber offener eingestellt gewesen zu sein und wollte sich eine eigene Meinung bilden. Keine geringere als Margarethe von Wattenwyl, Tochter des Berner Säckelmeisters und Schultheissen, kontaktierte den Zürcher Reformator Huldrych Zwingli in einem Brief am 14. März 1523. In diesem Schreiben geht es hauptsächlich um die Frage, in wieweit Zwingli bereit wäre, der Klostergemeinschaft seine Unterstützung zukommen zu lassen, die er bereits angedeutet hat. Als Dank an Gott für so treue Lehrer seines heiligen Wortes schicke sie ihm eine Latwerge (Pflaumenmus). Sie und alle "evangelisch kristinen" (Christen) würden ihn in ihr Gebet einschliessen.
In den Reformationswirren war die Äbtissin Katharina ab 1523 mit der fortschreitenden Auflösung des Konvents konfrontiert. Im August desselben Jahres verweigerten die Konventualinnen dem Visitator des Franziskanerordens den Zugang. Der Prinzipal musste unverrichteter Dinge wieder gehen und konnte die Kontrolle (Visitation) nicht durchführen. Dies hatte eine scharfe Rüge von Bern in einem Brief vom 27. August 1523 zur Folge, in dem absoluter Gehorsam gefordert wurde: (Die Klosterfrauen) strebten offenbar nach ihrem freien Willen und wollten ihr Gotteshaus offen und nicht geschlossen halten, sodass sie daraus hinausgehen konnten oder andere zu ihnen kommen können, alles nach ihrem Gutdünken. Dieses Verhalten sei für Bern nicht akzeptabel und stände im Gegensatz zum Willen der Klosterstifterin Elisabeth von Görz-Tirol. Die Klosterfrauen sollen nämlich im Gehorsam gegenüber der Obrigkeit und unter der Beachtung der geltenden Regeln sollen daher die Entscheidungen über das Leben getroffen werden.
Am 5. September 1523 folgte ein Antwortschreiben der Äbtissin Katharina, in welchem sie sich für ihr Verhalten entschuldigt. Die Nonnen fühlten sich wie die armen gefangenen, verwaisten Kinder, die ganz schwer an Seele und Liebe sind. Die Worte Katharinas zeigten Wirkung. Bern gewährte dem Kloster einige Erleichterungen in einem Brief vom 20. November 1523, namentlich in Bezug auf allfällige Klosteraustritte. Falls jedoch einige von euch oder andere den Wunsch haben, das Gotteshaus zu verlassen und sich davon zu distanzieren. Es sei, dass sie sich zu der Ehe verpflichten, oder sonst würde der weltliche Stand angenommen, wollen wir in solchem Fall die freie Wahl gewähren. Mit diesen erleichterten Austritten waren die Verwandten der Klarissen nicht einverstanden und ersuchten den Berner Rat, von der Klosterdisziplin nicht abzuweichen. Wilhelm Truchsess von Waldburg, Bruder der Äbtissin und der Schwester Waldburga, dankte Bern für die Unterstützung bei der Bewältigung der Krise in Königsfelden aufgrund der "verworfen leren" Luthers.
Letztendlich gab Bern im Streit mit den Klarissen nach und erlaubte den Klosteraustritt, falls die nächsten Verwandten damit einverstanden waren. Es kam zu Verhandlungen zwischen Bern und Königsfelden über die finanziellen Bedingungen der Austritte. Dabei ging es in erster Linie um die Auszahlung der Mitgift, welche bei Ordenseintritt ins Kloster floss. Am 3. Juni 1524 haben sich die beiden Parteien geeinigt, was in einem Brief festgehalten wurde. Das beim Ablegen des Gelübdes eingebrachte Gut durften die austretenden Frauen wieder in Empfang nehmen. Der Schultheiss von Brugg und der Vogt von Schenkenberg bezeugten diese Übergabe. Für die Auszahlung mussten klösterliche Besitztümer im Elsass verkauft werden.
Noch im Juni 1524 traten mehrere Ordensschwestern aus dem Kloster aus, sehr zum Missfallen der Verwandten, da die ausgetretenen Nonnen materielle Unterstützung für ihren Lebensunterhalt beanspruchten. Der Zürcher Reformator Zwingli wurde von Margarethe von Wattenwyl und ihrer Schwester um Hilfe beim Klosteraustritt gebeten. Zwingli hat schliesslich Margarethe von Wattenwyl einen Ehemann vermittelt, den von ihm geförderten Churer Säckelmeister Lucius Tscharner. Dank der Heirat benötigte Margarethe nicht die Zustimmung ihres Bruders und des Vaters zum Klosteraustritt 1525. Damit entfiel die von Bern verlangte Beziehung zu einem Vogt beim Klosteraustritt. Mehr als die Hälfte der aus Königsfelden ausgetretenen Frauen gingen eine Ehe ein.
Um einem allfälligen Diebstahl vorzubeugen, durfte der Hofmeister auf Anordnung des Berner Rats keine Nonnen mehr in die Schatzkammer lassen. Es wurde zunehmend schwierig, einen geordneten Klosterbetrieb aufrechtzuerhalten. Die verbliebenen Ordensschwestern gehorchten immer weniger der Klosterleitung trotz Interventionen Berns. Der Klosterschatz wurde schliesslich am 1. Dezember 1524 nach Bern überführt, um Plünderungen zu verhindern und das Vermögen des Klosters zu bewahren.
1525 war ein Grossteil der Königsfelder Klarissen ausgetreten. Im Kloster kehrte wieder Ruhe ein.
Im Frühling 1527 schienen auch Katharina, Waldburga und Irmgard endgültig aus dem Kloster austreten zu wollen und informierten ihren Bruder und Onkel Wilhelm von Waldburg über dieses Vorhaben. Seine klar ablehnende Haltung geht aus einem Brief an Katharina hervor, von dem er eine Kopie nach Bern schickte. Katharina, Waldburga und Irmgard würden sich des Meineids gegenüber Jesus schuldig machen und das Adelsgeschlecht der von Waldburg-Trauchburg mit Schande überdecken. Sie wären gezwungen wie ein "Jude" zu leben, sollten sie bei der Familie wohnen, da sie aus dieser ausgeschlossen würden. Wilhelm ruft seine Schwestern und Nichte zum Widerstand gegen die reformatorischen Auflösungstendenzen auf, die das Kloster Königsfelden immer mehr erfassten.
Am 4. Dezember 1527, unmittelbar vor der Berner Disputation (6.–26. Januar 1528), einigte man sich über die Austrittsbedingungen für die Äbtissin Katharina, die wie folgt lauteten: So sollte sie ihre Kleider und Schmuck, Hausrat, Silbergeschirr und dazu jährlich eine lebenslange Rente im Wert von hundert Gulden erhalten. Der Hofmeister, der die Klostergüter im Auftrag von Bern verwaltete, wird mit der jährlichen Auszahlung der Rente beauftragt.
Am 7. Februar 1528 wurde die Reformation des ganzen Staates Bern im Grossen Reformationsmandat des Berner Rats verkündet. Messen nach katholischem Ritus wie auch Bilder in den Kirchen wurden abgeschafft, Klöster wurden geschlossen. In Königsfelden, wo sich noch sechs Ordensschwestern aufhielten, wurde die letzte Messe anfangs März 1528 gefeiert. Das Kloster wurde säkularisiert und am 1. März 1528 Bern übergeben. Auf Anweisung des Berner Rats wurden die Bilder in Königsfelden verbrannt. Die wertvollen Monstranzen und Kirchengeräte wurden eingeschmolzen und zu Münzen verarbeitet. Eingeschmolzen wurden auch ein Kelch und ein Tisch aus Gold der Königin und Äbtissin Agnes von Ungarn, welche für den Aufstieg des Klosters im 14. Jahrhundert eine grosse Rolle gespielt hat.

### Klosteraustritt

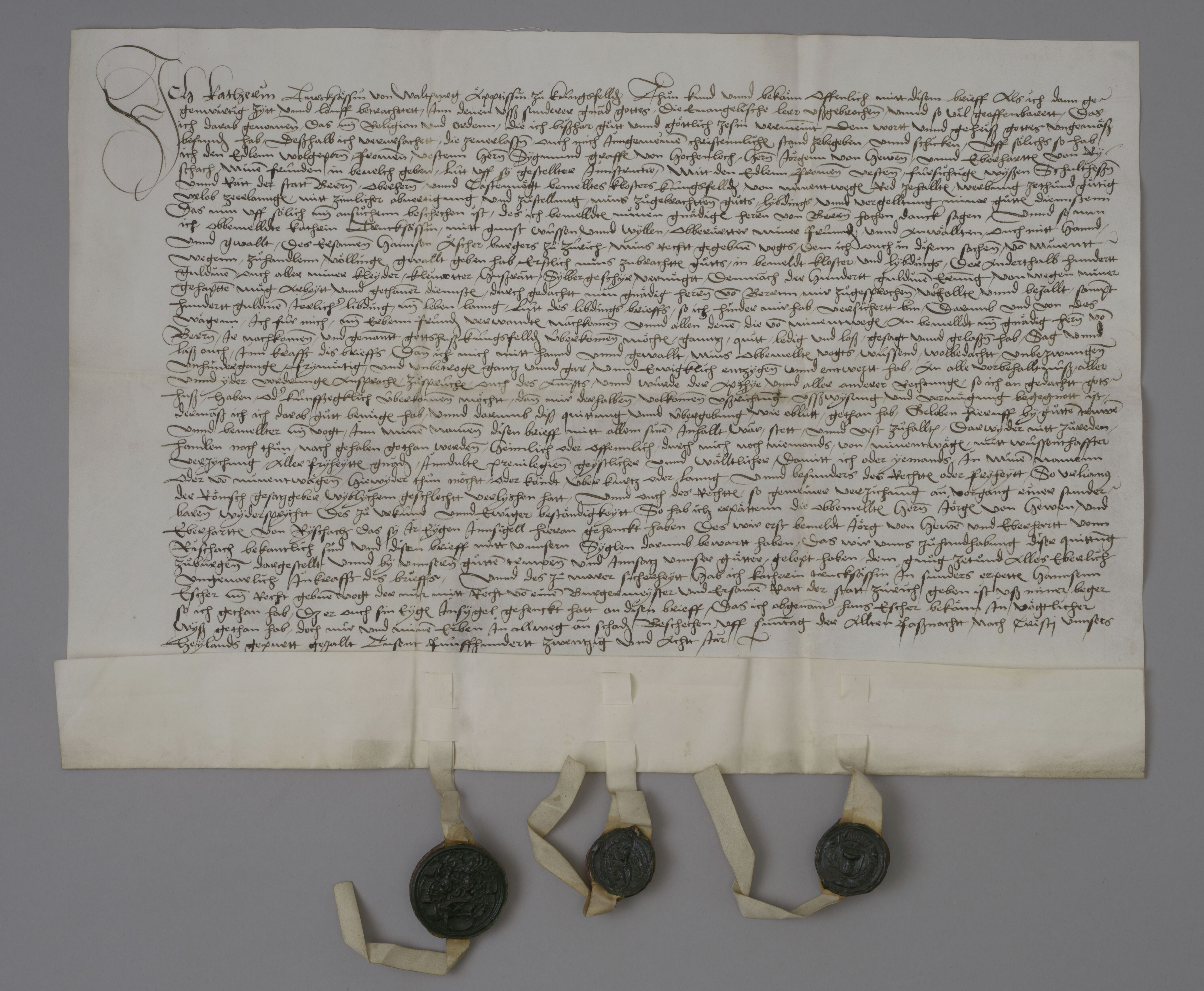
Austrittsurkunde Katharina von Waldburg 1528

Die Äbtissin Katharina trat am 5. März 1528, also ca. 30 Jahre nach ihrer Ordination, aus dem Konvent aus. Ihre Schwester Waldburga und die Nichte Irmgard von Truchsberg folgten ihr am 12. März 1528. In der am 1. März 1528 verfassten Austrittsurkunde bestätigt Katharina, dass sie Graf Sigmund von Hohenlohe, Georg von Hewen, Eberhard von Reischach und ihrem Vogt Hans Escher die Vollmacht erteilt, mit Bern die Rückzahlung ihres Leibgedings (lebenslange Nutzniessung) und weiterer Vermögenswerte (inkl. Kleider, Silbergeschirr) sowie die Vergeltung geleisteter Dienste zu regeln. Ihren Austritt begründet sie explizit mit dem neuen Glauben ("evangelische lerr"), welcher nicht mehr vereinbar sei mit ihrem bisherigen Glauben und dem Kloster.

### Heirat
Nach einem Aufenthalt in Diessenhofen ehelichte Katharina Truchsess von Waldburg den Ritter Georg Göldli, den Sohn des Bürgermeisters von Zürich.

### Klosterauflösung
So endeten rund 220 Jahre Klostergeschichte in Königsfelden, die von 1309 bis 1528 dauerte. Während Jahren verhandelte Bern mit ehemaligen Klarissen über eine etwas höhere Entschädigung, gleichzeitig ging das Klostergut an den sich entwickelnden Stadtstaat über. Leer ging das Haus Habsburg aus, welches das Kloster ursprünglich gestiftet hatte. Habsburg fehlten die Mittel für einen langwierigen Streit, da es gleich an mehreren Fronten mit den Folgen der Reformation zu kämpfen hatte. Von 1528 bis 1798 war Königsfelden eine Berner Landvogtei.

## Bibliografie
- Bruno Meier: Katharina Truchsess von Waldburg. In: Historisches Lexikon der Schweiz.  22. August 2013.
- Claudia Moddelmog. Die Klarissen von Königsfelden und ihre Verwandten. Beziehungen und Besitz, in: Simon Teuscher/Claudia Moddelmog (Hrsg.). Königsfelden. Königsmord, Kloster, Klinik, S. 164–178.
- Markus Widmer-Dean: Königsfelden (Kloster), in: Geschichten zur Reformation im Aargau 1500-1570. 2015/16. S. 51–54.

### Historische Quellen
- C. Halter-Pernet, T. Hodel, S. Teuscher (Hg.): Digitale Edition Königsfelden. Kloster und Hofmeisterei Königsfelden: Urkunden und Akten, 1300-1662. Bearbeitet von L. Barwitzki, S. Egloff, C. Halter-Pernet, F. Henggeler, T. Hodel, M. Nadig, A. Steinmann und S. Stettler. 2017–2020 (online)

- Austrittsurkunde Katharina von Waldburg, 1. März 1528. Staatsarchiv Aargau, StAAG U.17/0936d r.